# Leo Fernandes
Leonardo Fernandes, detto Leo (San Paolo, 23 dicembre 1991), è un calciatore brasiliano, centrocampista dei T.B. Rowdies.

## Carriera
Ha collezionato oltre 30 presenze nella massima serie nordamericana con i Philadelphia Union.